# Minosiella
Minosiella Dalmas, 1921 è un genere di ragni appartenente alla famiglia Gnaphosidae.

## Distribuzione
Le 6 specie note di questo genere sono state reperite in Africa settentrionale, Asia centrale, Israele e Yemen: la specie dall'areale più vasto è la M. mediocris rinvenuta in Tunisia, Algeria, Egitto ed Israele.

## Tassonomia
Non sono stati esaminati esemplari di questo genere dal 2011.
Attualmente, a novembre 2015, si compone di 6 specie:
- Minosiella intermedia Denis, 1958 — Asia centrale, Afghanistan
- Minosiella mediocris Dalmas, 1921[2] — Tunisia, Algeria, Egitto, Israele
- Minosiella pallida (L. Koch, 1875) — Somalia, Yemen
- Minosiella perimensis Dalmas, 1921 — Yemen
- Minosiella pharia Dalmas, 1921 — Libia, Egitto, Israele
- Minosiella spinigera (Simon, 1882) — Yemen